# Laurence Olivier Award al miglior esordiente in un'opera teatrale
Il Premio Laurence Olivier al miglior esordiente in un'opera teatrale (Laurence Olivier Award for Best Newcomer in a Play) è stato un riconoscimento teatrale britannico presentato annualmente al miglior debuttante sulle scene londinesi in veste di attore, regista o drammaturgo. A dispetto del nome, gli artisti candidati o vincitori potevano essere selezionati non solo da opere teatrali di prosa, ma anche da musical, ed intere compagnie teatrali potevano ricevere una nomination o la vittoria del premio. 
Il riconoscimento è stato presentato dal 1980 al 1990 e poi di nuovo nel 2004 e nel 2008 prima di essere abolito definitivamente. Dal 1980 al 1983 il premio era noto come Society of West End Theatre Award, prima di essere rinominato in onore di Lord Laurence Olivier.

## Vincitori e candidati

### Anni 1980
- 1980
  - Edward Duke - Jeeves Takes Charge nel ruolo di vari personaggi
  - Alfred Molina - Oklahoma! nel ruolo di Jud Fry
  - Gavin Richards - Morte accidentale di un anarchico nel ruolo del Maniaco
  - Robert Walker - Pal Joey in veste di regista
- 1981
  - Alice Krige - Le armi e l'uomo nel ruolo di Raina
  - Catherine Hall - Naked Robots nel ruolo di Gemma
  - Jeremy Nicholas - Three Men in a Boat nel ruoli di vari personaggi
  - Eric Peterson - Billy Bishop Goes to War nel ruolo di Billy Bishop
- 1982
  - Kenneth Branagh - Another Country nel ruolo di Tommy Judd
  - Rupert Everett - Another Country nel ruolo di Guy Bennett
  - Terry Johnson - Insignificance in veste di drammaturga
  - Imelda Staunton - The Beggar's Opera nel ruolo di Lucy Lockit
- 1983
  -  John Retallack - Quixote e The Provok'd Wife in veste di regista
  - Arturo Brachetti - Y in veste di produttore
  - Billy McColl - The Slab Boys Trilogy nel ruolo di Phi
  - Abigal McKern - Come vi piace nel ruolo di Celia
- 1984
  -  Tim Flavin - On Your Toes nel ruolo di Junior
  - Henry Goodman - La commedia degli errori nel ruolo di Dromio
  - Hilary Blecher, Sandra Kotzé ed Elsa Joubert - Poppie Nongena in vesti di registi
  - Clare Leach - 42nd Street nel ruolo di Peggy Sawyer
- 1985
  -  Cheek by Jowl - Andromaca, Pericle e La fiera delle vanità in veste di compagnia teatrale
  - Frances Barber - Camille nel ruolo di Marguerite
  - Druid Theatre Company - The Playboy of the Western World in veste di compagnia teatrale
  - Cive Mantle - Of Mice and Men nel ruolo di Lennie
- 1986
  -  Sally Dexter - Dalliance nel ruolo di Mizi
  - Simon Curtis - Roads e Ourselves Alone in veste di regista
  - Anne Devlin - Ourselves Alone in veste di drammaturga
  - Janet McTeer - The Grace of Mary Traverse nel ruolo di Mary Traverse
- 1987
  -  Suzan Sylvester - Uno sguardo dal ponte nel ruolo di Catherine
  - Rudi Davies - A Penny for a Song e A Lie of the Mind nei ruoli di Dorcas Bellboys e Sally
  - Nick Dear - The Art of Success in veste di drammaturgo
  - Imogen Stubbs - I due nobili congiunti e The Rover nei ruoli della figlia del carceriere ed Helena
- 1988
  -  Richard Jones - Too Clever By Half in veste di regia
  - Andrew Castell - Journey's End nel ruolo di Raleigh
  - Alan Cumming - The Conquest of the South Pole nel ruolo di Slupianer
  - Tim Luscombe - Virtù facile, La versione Browning e Harlequinade in veste di regista

- 1989/90
  -  Jeremy Northam - The Boysey Inheritance nel ruolo di Edward Voysey
  - Glen Coiei - M. Butterfly nel ruolo di Song Liling
  - Charlotte Keatley - My Mother Said I Never Should in veste di drammaturga
  - Georgia Slowe - Romeo e Giulietta nel ruolo di Giulietta

### Anni 2000
- 2004
  -  Debbie Tucker Green - Born Bad in veste di drammaturga
  - Tom Hardy - In Arabia We'd All Be Kings nel ruolo di Skank
  - Ruth Negga - Duck nel ruolo di Cat
  - Lucy Prebble - The Sugan Syndrome in veste di drammaturga
- 2008
  -  Tom Hiddleston - Cimbelino nei ruoli di Postumo e Cloten
  - David Dawson - The Life and Adventures of Nicholas Nickleby nel ruolo di Smike
  - Tom Hiddleston - Otello nel ruolo di Cassio
  - Stephen Wright - Dealer's Choice nel ruolo di Mugsy